# Zeugomantispa compellens
Zeugomantispa compellens är en insektsart som först beskrevs av Walker 1860.  Zeugomantispa compellens ingår i släktet Zeugomantispa och familjen fångsländor. Inga underarter finns listade i Catalogue of Life.